# أفاترومبوباج
أفاترومبوباج( Avatrombopag)، الذي يباع تحت الإسم التجاري دوبتليت ( Doptelet) ، هو دواء يستخدم لعلاج انخفاض الصفائح الدموية في أمراض الكبد المزمنة عندما تكون هناك حاجة لإجراء طبي جراحي.   و يؤخذ عن طريق الفم. 
تشمل الآثار الجانبية الشائعة لهذا العقار على: الحمى و ألم البطن و الغثيان و الصداع و التعب و التورم المحيطي.  إضافة إلى ذلك، فقد تشمل الآثار الجانبية الأخرى جلطات الدم.  أما   وهو منشط لمستقبلات الثرومبوبويتين ، مما يزي من إنتاج الصفائح الدموية. 
تمت الموافقة على أفاترومبوباج للاستخدام الطبي في الولايات المتحدة في عام 2018 و بعدها مباشرة في أوروبا في عام 2019.   في المملكة المتحدة، تكلف دورة العلاج هيئة الخدمات الصحية الوطنية 640 إلى 960 جنيهًا إسترلينيًا اعتبارًا من عام 2020.  في الولايات المتحدة، يكلف هذا المقدار بين 3650 دولارًا أمريكيًا و 5500 دولارًا أمريكيًا. 